# Le1f

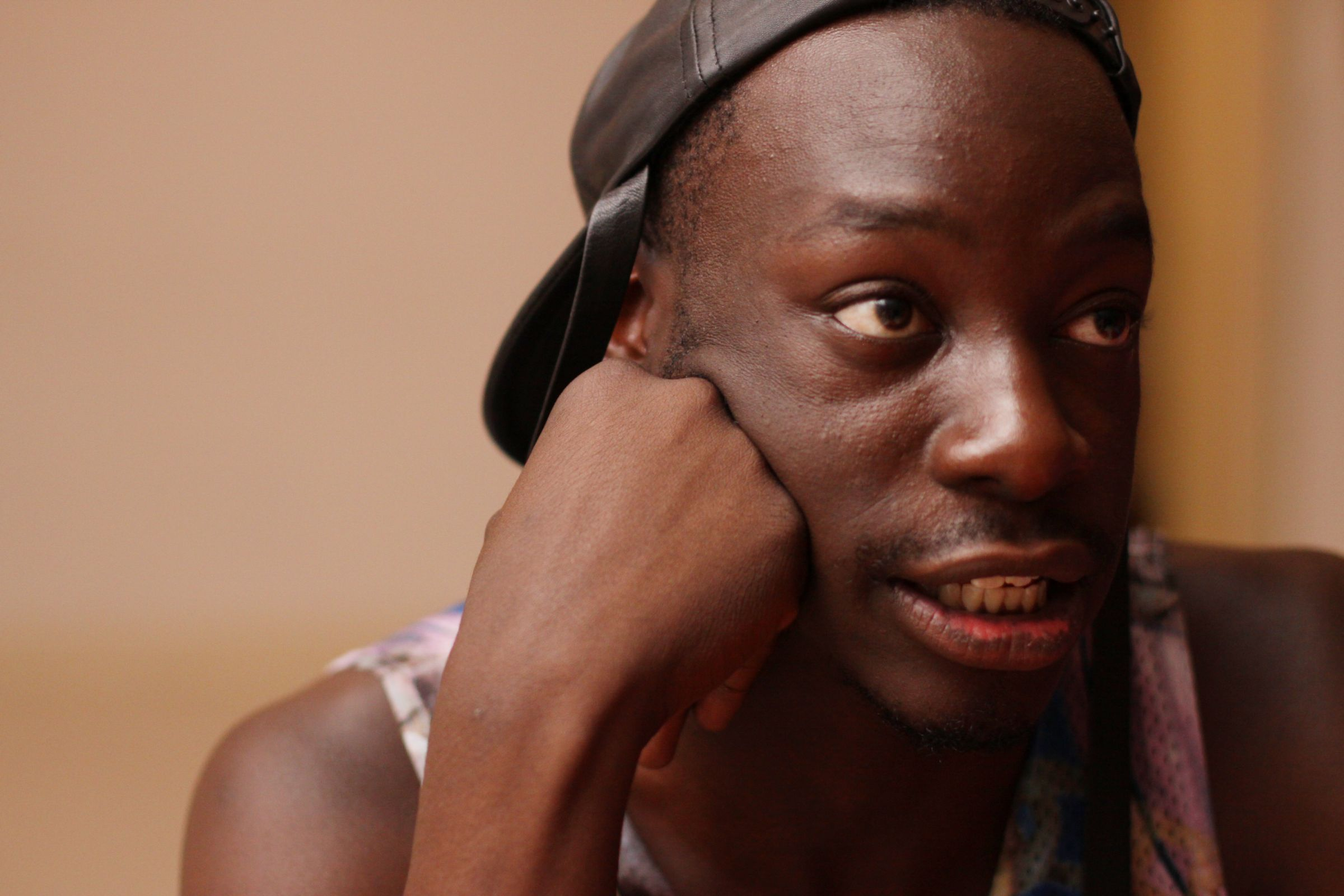
Le1f

Khalif Diouf (* 6. April 1989 in New York), besser bekannt unter dem Künstlernamen Le1f, ist ein US-amerikanischer Rapper aus New York. Er betreibt das Hip-Hop-Label Camp & Street, welches ein Ableger von Greedhead Music ist. Er ist bekannt dafür, dass er ein offen schwuler Rapper ist und unorthodoxe Produktionsstile verwendet.

## Biografie
Diouf wurde in Manhattan geboren. Er studierte Ballett und Modern Dance, erhielt in Modern Dance eine Auszeichnung und kehrte schließlich in seine Heimatstadt zurück, um dort Rapper zu werden.

## Karriere
Während er anfänglich nur dafür bekannt war Lieder wie die Debütsingle Combination Pizza Hut and Taco Bell für die Hip-Hop-Gruppe Das Racist zu produzieren, wurde er später, mit der Veröffentlichung seines Debütmixtapes Dark York im April 2012, auch als Solokünstler bekannt. Seine Haupt-Single Wut, die er mit 5kinAndBon5 produzierte, gewann Aufmerksamkeit für das Projekt und wurde im Juni 2012 als Musikvideo verfilmt.
Im November 2012 produzierte Diouf mit Mykki Blanco das Lied Fucking the DJ aus seinem Mixtape Cosmic Angel: The Illuminati Prince/ss. Etwas später im selben Monat veröffentlichte Diouf mit Boody eine gemeinsame EP, welche den Namen Liquid bekam. Dieser folgte ein Video zu dem Lied Soda. Sein zweites Mixtape Fly Zone wurde im Januar 2013 von der Kritik positiv aufgenommen. Später veröffentlichte er auch ein Video für die Single Spa Day. Auf dem Mixtape waren Gäste wie Spank Rock, DonChristian und Kitty zu sehen.
Im September 2013 veröffentlichte Diouf sein drittes Mixtape Tree House, zu dem später ein Musikvideo für die zweite Single Hush Bb erschien.
Im Februar 2013 kündigte Terrible Records ein aus fünf Liedern bestehendes Projekt mit dem Namen Hey an, das schließlich am 11. Mai 2014 veröffentlicht wurde. Am 13. März 2014 hatte Diouf sein Fernsehdebüt mit einem Auftritt in der Late Show with David Letterman.
Sein erstes Album Riot Boi erschien im November 2015.

## Diskografie

### Alben
- Riot Boi (2015)

### Erweiterte Stücke
- Liquid (mit Boody) (2012)[16]
- Hey (2014)[17]

### Mixtapes
- Dark York (2012)
- Fly Zone (2013)
- Tree House (2013)